# 神奈川県立足柄上病院
神奈川県立足柄上病院（かながわけんりつあしがらかみびょういん）は、神奈川県足柄上郡松田町にある地方独立行政法人の医療機関。また、大規模災害や多傷病者の発生時には神奈川DMATを編成し医療活動を行う体制を持つ。

## 沿革
- 1950年（昭和25年）4月 - 日本医療団の施設を引き継いだ神奈川県により、神奈川県立足柄上病院が発足[1]。
- 1962年（昭和37年）12月 - 松田惣領315番地から松田惣領866番地-1へ移転。
- 2010年（平成22年）4月 - 地方独立行政法人へ移行。
- 2013年（平成25年）2月 - 神奈川DMATの指定病院となる。
- 2021年（令和3年）4月 - 神奈川県、小田原市、県立病院機構が「連携・協力の方向性」について合意し、足柄上病院の産科業務を廃止して周産期医療機能を小田原市立病院に集約[2]。

## 診療科
- 総合診療科
- 循環器科
- 神経内科
- 精神科
- 小児科
- 外科
- 整形外科
- 形成外科
- 脳神経外科
- 皮膚科
- 泌尿器科
- 眼科
- 耳鼻咽喉科
- リハビリテーション科
- 放射線科
- 麻酔科

医療支援管理部門
- 地域医療連携室
  - 医療部門
  - 看護保険部門
  - 亜急性期病床部門
  - 医療福祉相談部門
  - 企画情報部門
- 地域医療連携室

## 医療機関の指定等
- 神奈川県災害医療拠点病院
- 臨床研修指定病院
- 第二種感染症指定医療機関

## 交通アクセス
- 小田急小田原線新松田駅下車、徒歩約7分。
- JR東海御殿場線松田駅下車、徒歩約10分。
- 東名高速道路大井松田インターチェンジから約10分。

## 労働組合
神奈川県立病院機構には、いくつかの労働組合がある。
- 神奈川県立病院労働組合（県病院労組）
- 全国一般労働組合 全国協議会神奈川(精神医療センターのみ)